# Pavel Trachanov
Pavel Sergejevič Trachanov (rusky: Павел Серге́евич Траханов) (21. března 1978 – 7. září 2011) byl ruský hokejový obránce, který hrál v Kontinentální hokejové lize (KHL) za Lokomotiv Jaroslavl.

## Úmrtí
Dne 7. září 2011 zahynul při havárii letadla Lokomotiv Jaroslavl, když se nedaleko Jaroslavle zřítilo dopravní letadlo Jakovlev Jak-42 s téměř celým týmem Lokomotivu na palubě. Tým cestoval do Minsku v Bělorusku, kde měl odehrát první zápas sezóny.